# Centre de Formació de Cosmonautes Iuri Gagarin

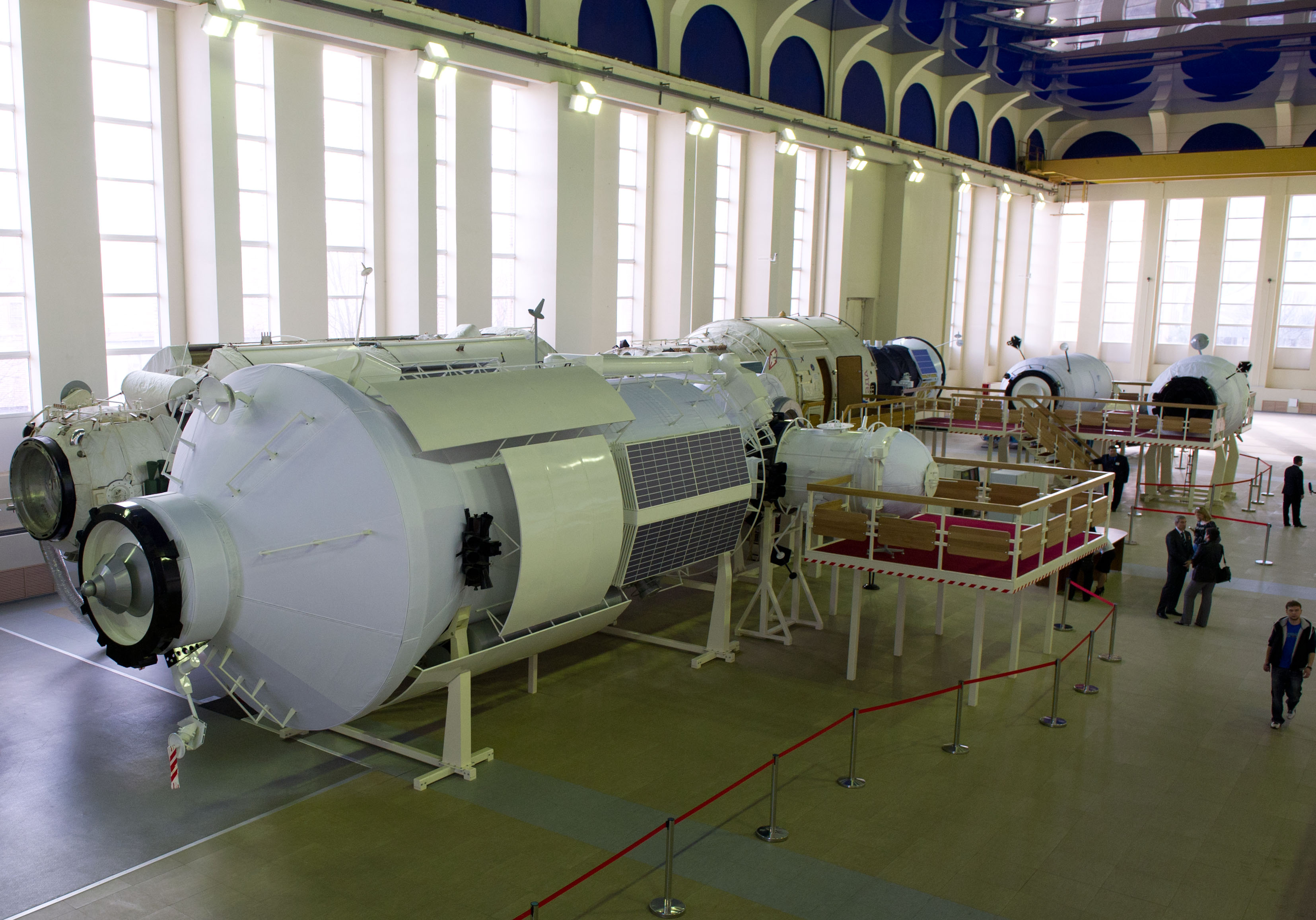
Maqueta a escala del segment rus de l'Estació Espacial Internacional que s'utilitza per a l'entrenament de les tripulacions.

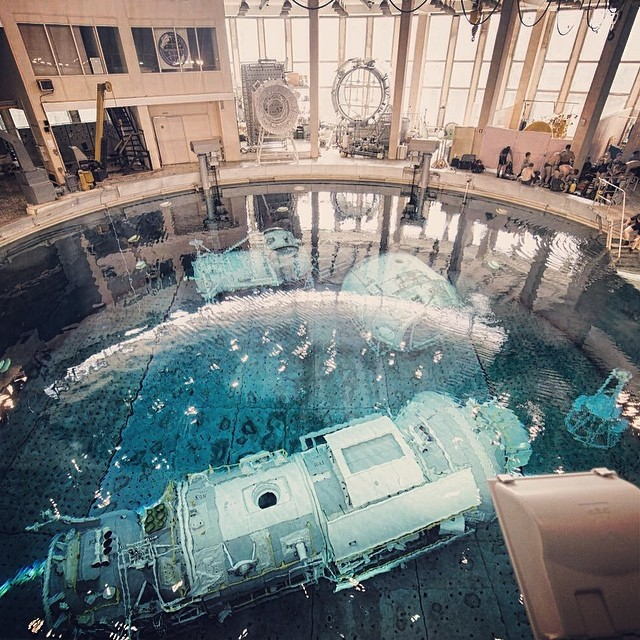
Vista parcial de l'hidrolab, la piscina que s'utilitza per entrenar en ingravidesa.

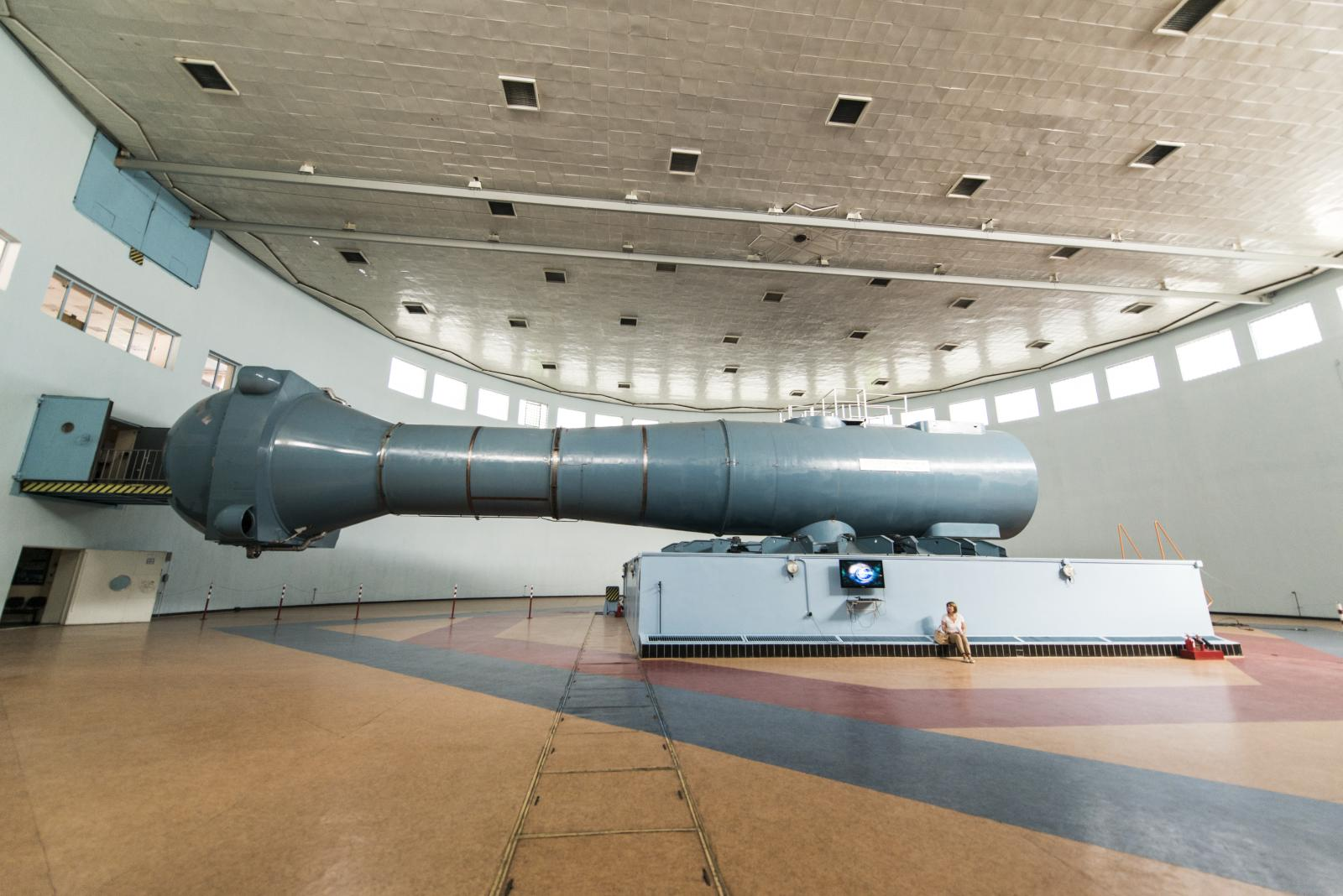
Vista de la més gran de les dues centifugadores (TsF-18) que es troben al centre de formació.

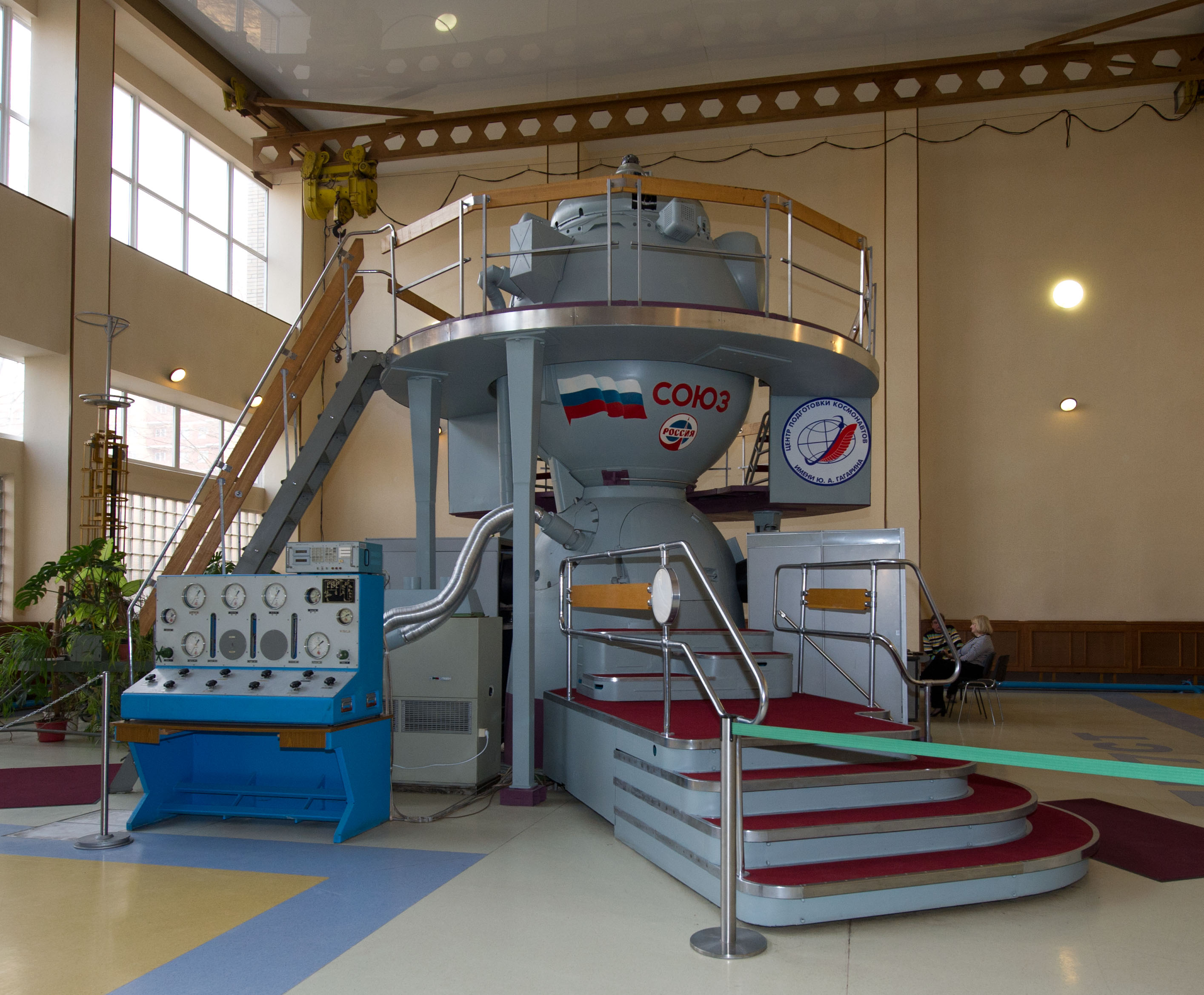
Simulador de la nau espacial Soiuz TMA.

El Centre de Formació de Cosmonautes Iuri Gagarin, oficialment Institució pressupostària de l'estat federal "Centre de proves de recerca Iuri Gagarin per a la formació de cosmonautes", rus: Федеральное государственное бюджетное учреждение «Научно-исследовательский испытательный центр подготовки космонавтов имени Ю. А. Гагарина» Federàlnoie gossudàrstvennoie biudjétnoie utxrejdénie «Nautxno-isslédovatelski ispitàtelni tsentr podgotovki kosmonàvtov imeni Iu. A. Gagàrina», abreujadament FGBU «NII TSPK im. Iu. A. Gagàrina», rus: ФГБУ «НИИ ЦПК им. Ю. А. Гагарина», és la principal institució soviètica i russa de formació de cosmonautes.
Gestionat per l'Agència Espacial Federal Russa, es troba a la Ciutat de les Estrelles, un complex d'habitatges construït amb el centre que es troba a uns 25 quilòmetres al nord-est de Moscou. Inclou molts tipus d'equipaments que permeten a les tripulacions de la missió espacial preparar-se per a les operacions realitzades durant el llançament i a bord de l'Estació Espacial Internacional.

## Història
A la fi de 1959, a principis de l'era espacial, els responsables del programa espacial soviètic van decidir crear un centre dedicat a la formació dels cosmonautes. En ser seleccionats els cosmonautes entre els pilots militars, la creació i la gestió del centre foren confiades a la Força Aèria Soviètica. Mentre esperaven la seva creació, els futurs cosmonautes s'entrenarien en instal·lacions existents. El juliol de 1960 els cosmonautes es van instal·lar als primers edificis construïts al centre. El Centre de Formació de Cosmonautes es va crear al començament de l'era espacial. El lloc, situat al districte de Sxólkovo, a 25 quilòmetres de Moscou, fou seleccionat perquè es troba a prop de la capital soviètica, la base aèria de Txkalovski i una artèria ferroviària. La gestió del centre, com tot el programa espacial soviètic, estigué confiada als militars. La seva situació es mantingué en secret i el seu accés estava restringit al personal que hi treballava. El gener de 1961, s'hi va realitzar el primer examen de classificació de cosmonautes. Iuri Gagarin va fer el primer vol a l'espai el 12 d'abril de 1961. A finals de 1962 es va decidir la construcció de complexos d'habitatges propers per allotjar el personal, així com els cosmonautes i les seves famílies, i la nova ciutat va rebre el nom de Ciutat de les Estrelles. El conjunt pren el nom de Ciutat de les Estrelles. L'equip utilitzat era inicialment rudimentari i sovint havien d'anar a entrenar amb els fabricants de les diverses naus espacials (OKB-1, etc.). Els primers simuladors es van instal·lar el 1964.
El 30 d'abril de 1968, el centre va passar a anomenar-se Centre de Formació de Cosmonautes Iuri Gagarin en honor del cosmonauta que havia mort durant un entrenament un mes abans. El mateix any, el centre també es va convertir en un centre de recerca sobre vols espacials tripulats. A principis dels anys setanta, els líders soviètics van decidir abandonar els projectes lunars i concentrar-se en el desenvolupament d'estacions espacials civils (DOS/Saliut) i militars (Almaz). Un nou edifici (núm. 1) es va construir el 1971 per allotjar els simuladors de les naus Soiuz i l'estació Saliut. Per primera vegada, una delegació estatunidenca va visitar el centre el 1973 com a part de la missió conjunta Apollo-Soiuz. Una primera centrifugadora es va inaugurar el mateix any mentre la piscina que simulava operacions en gravetat zero només va entrar en servei el 1975. El 1988 un edifici gegantí (KTOK) va allotjar els simuladors del transbordador espacial Buran que només realitzaria un vol. La cooperació entre Rússia i les altres potències espacials va tenir un paper preponderant a partir dels anys 90. Des del 1994, la Ciutat de les Estrelles va donar la benvinguda als astronautes estatunidencs i europeus que van venir a entrenar-se per familiaritzar-se amb les naus espacials russes: Mir, Soiuz i el segment rus de l'Estació Espacial Internacional. Des de l'abril del 2009, el centre es troba totalment sota la responsabilitat civil de l'Agència Espacial Federal Russa.

## Equipaments
El centre inclou totes les instal·lacions que permeten a les tripulacions preparar-se per a les seves missions espacials: simuladors, instal·lacions mèdiques, centre de formació teòrica, etc. Els principals equipaments són:
- Dos edificis alberguen models a escala única de naus russes que s'utilitzen per assajar operacions a bord d'aquestes naus espacials. Aquests inclouen el segment rus de l'Estació Espacial Internacional i la nau espacial Soiuz i simuladors que s'utilitzen per a entrenar cosmonautes. Aquestes sales també contenen m de totes les naus i estacions espacials soviètiques (Saliut, Mir, TKS, Buran)

- El centre inclou dues centrifugadores que els cosmonautes utilitzen per acostumar-se a l'acceleració que han de suportat durant el llançament. La centrifugadora TsF-18[2]amb una massa de 300 tones, té un radi de 18 metres i pot simular una acceleració de 30 g. Disposa tres cabines intercanviables per permetre simulacions de diferents tipus. Va entrar en servei el 1980. La centrifugadora TsF-7, més petita, té un radi de 7 metres i pot simular una acceleració de 20 g. Va entrar en servei el 1973.[3]

- Els cosmonautes fan servir una gran piscina (l'hidrolaboratori) per repetir les operacions realitzades durant les sortides extravehiculars a l'espai. Es va inaugurar a finals de 1978. De forma circular, té un diàmetre de 24 metres, una profunditat de 12 metres, i conté 5.000 m³ d'aigua mantinguda a una temperatura de 30 ° C. El fons de la piscina es pot elevar mitjançant cilindres hidràulics per substituir els models de naus espacials que s'hi col·loquen. La paret de la piscina està perforada amb ulls de bou que permeten als instructors de seguir l'entrenament dels cosmonautes. Quan entrenen, els cosmonautes posen una versió modificada del vestit espacial Orlan (sense revestiment exterior ni addició de pesos de plom). Els subministren oxigen mitjançant una mànega, però tenen, tanmateix, una reserva de seguretat de 15 minuts.[4]

- Simuladors de naus espacials.[5]

- El centre disposa de tres avions de transport militar quadrireactor tipus Il-76 que s'utilitzen per efectuar vols en ingravidesa de curta durada (algunes desenes de segons) gràcies a trajectòries de vol parabòlic. El centre utilitzava anteriorment avions Túpolev Tu-104.[6]

- El centre també disposa d'un planetari proporcionat per Alemanya de l'Est, que pot projectar 9.000 estrelles.

## Caps del centre
- Ievgueni Karpov (1960-1963)
- Mikhaïl Odintsov (1963)
- Nikolai Kuznetsov (1963-1972)
- Gueorgui Beregovoi (1972-1987)
- Vladímir Xatàlov (1987-1991)
- Piotr Klimuk (1991-2003)
- Vassili Tsiblíev (2003-2009)
- Serguei Krikaliov (2009-2014)
- Iuri Lontxakov (2014-2017)
- Pàvel Vlàssov (des del novembre de 2017)